# هوسپ خان هوسپیانتس
یوسف خان «هوسپ خان» هوسپیانتس (انگلیسی: Hovsep Khan Hovsepiants)، عکاس باشی درباری، از عکاسان معروف ارمنی اواخر دوره قاجار در تبریز بود.

## زندگی‌نامه
وی در حوالی سال‌های ۱۸۷۶ – ۱۸۷۵ میلادی (۱۲۵۵ – ۱۲۵۴ خورشیدی) در روستای آغاجان یا آغان، ارسباران چشم به جهان گشوده و پس از اتمام تحصیلات ابتدائی در روستای زادگاهش، وارد مدرسه آرامیان تبریز گردید. پس از فراغت از تحصیل، جهت فراگیری عکاسی به شهر تفلیس رفت و پس از چند سال که در این فن مهارت یافت به تبریز بازگشت و در حدود سال ۱۹۰۰ (۱۲۷۹) عکاسخانه خود را در کوچه پستخانه تبریز بنیان نهاد. هوسپیانتس به تدریج در حرفه عکاسی پیشرفت‌هایی کسب کرد و در اواخر دوره حکومت قاجار عکاس مخصوص میرزای ولیعهد در دربار قاجار گشت. وی پس از ۲۸ سال فعالیت، در سال ۲۹–۱۹۲۷ (۱۳۰۷) عکاسخانه خود را تعطیل نمود و بقیه عمر را در تهران گذراند. هوسپیانتس در سال‌های ۱۹۲۶–۱۹۲۸ (۱۳۰۵ الی ۱۳۰۷) در صنعت سینما نیز فعال بود و برای فیلم‌های صامت و ناطق سینماهای تبریز توضیحاتی به زبان روسی تهیه می‌کرد که لابه لای فیلم‌ها چسبانده می‌شد. بسیاری از عکاسان تبریز از شاگردان وی بودند و فن عکاسی را از او آموخته‌اند.